# Leandro Cabrera
Leandro Cabrera Sasía (Montevideo, 17 juni 1991) is een Uruguayaans voetballer die doorgaans als verdediger speelt. Hij tekende in januari 2020 een contract tot medio 2024 bij RCD Espanyol, dat €9.000.000,- voor hem betaalde aan Getafe CF.

## Carrière
Cabrera stroomde door vanuit de jeugd van Defensor. Hiervoor speelde hij zeven wedstrijden in de Primera División en vier in de Copa Libertadores. De Uruguayaanse club verkocht Cabrera in juli 2009 aan Atlético Madrid. Hij stond hier vier jaar onder contract, maar kwam in die tijd niet verder dan vier wedstrijden, allemaal in mei 2010. Atlético begon hem in augustus 2010 te verhuren, eerst een jaar aan Recreativo Huelva, daarna een jaar aan CD Numancia en ten slotte een jaar aan Hércules CF. Hij speelde in die periode meer dan tachtig wedstrijden in de Segunda División.
Cabrera verruilde Atlético in september 2013 voor Real Madrid B, dat hij weer een jaar later verliet voor Real Zaragoza. Hiermee bracht hij opnieuw drie seizoenen door in de Segunda División. FC Crotone gaf hem in juli 2017 een nieuwe kans op het hoogste niveau, dat van Italië. Na vijf wedstrijden in zes maanden keerde hij terug naar Spanje, naar Getafe CF deze keer. Dat lijfde hem eerst op huurbasis in en nam hem in juli 2018 definitief over. Cabrera eindigde met Getafe twee seizoenen op rij in het linkerrijtje van de Primera División. Hij speelde in die periode 59 competitiewedstrijden voor de club, waarvan 57 als basisspeler. Na een zesde plaats in de eindstand van het seizoen 2018/19, debuteerde hij in 2018/19 ook in de Europa League.
Cabrera was een vaste basiskracht en stond vijfde in de Primera División met Getafe, toen hij in januari overstapte naar hekkensluiter RCD Espanyol. Dat betaalde zijn gelimiteerde transfersom van €9.000.000,- voor hem Getafe.

## Clubstatistieken
| Seizoen  | Club              | Competitie         | Wed. | Goals |  |
| -------- | ----------------- | ------------------ | ---- | ----- |  |
| 2008/09  | Defensor          | Primera División   | 14   | 0     |  |
| 2009/10  | Atlético Madrid   | Primera División   | 4    | 0     |  |
| 2010/11  | Recreativo Huelva | Segunda División A | 11   | 0     |  |
| 2011/12* | CD Numancia       | Segunda División A | 8    | 0     |  |

 * = Laatst bijgewerkt op 3 nov 2011

## Interlandcarrière
Cabrera maakte van 2008 tot en met 2011 deel uit van Uruguay –20. Hiermee nam hij deel aan het WK –20 van 2009 en het WK –20 van 2011.

## Erelijst
| Competitie       | Aantal   | Jaren         |          |          |
| Defensor         | Defensor | Defensor      | Defensor | Defensor |
| ---------------- | -------- | ------------- | -------- | -------- |
| Primera División | 1x       | Clausura 2009 |          |          |
| Atlético Madridy |          |               |          |          |
| Europa League    | 1x       | 2009/10       |          |          |